# Scott Maslen

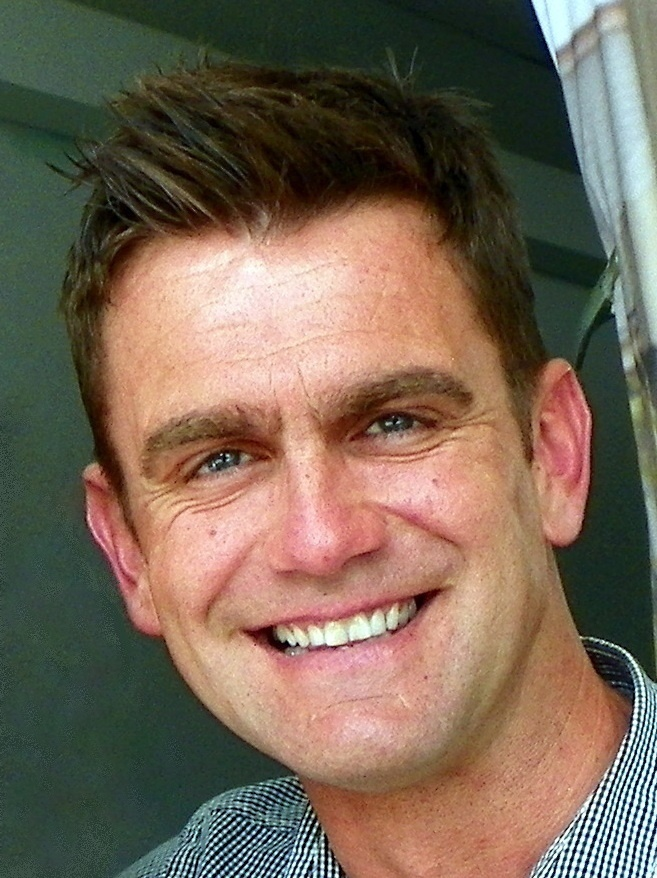
Scott Maslen, 2016

Scott Alexander Maslen (* 25. Juni 1971 in Woolwich, London) ist ein britischer Schauspieler und Model.

## Leben
Scott Maslen wurde im Londoner Stadtteil Woolwich geboren, wo er auch aufwuchs und die Schule absolvierte. Im Alter von sechzehn Jahren trat er den Royal Marines bei, allerdings musste er die Marine später aufgrund von gesundheitlichen Problemen wieder verlassen. Im Alter von achtzehn Jahren wurde er während eines Aufenthaltes in Miami von dem Fotografen Bruce Weber entdeckt. Dadurch wurde ihm der Einstieg ins Showgeschäft ermöglicht und er konnte eine erfolgreiche Karriere als internationales männliches Model beginnen.
Fünf Jahre später begann Maslen, neben seiner Arbeit als Model auch als Schauspieler tätig zu werden. Nachdem er in London die Guildhall School of Music and Drama besucht hatte, konnte er in der Fernsehserie Lock, Stock... von Channel 4 eine der größeren Rollen bekommen. Bekannt ist er auch durch seinen Auftritt als Claude Speed, der Hauptfigur des Spieles Grand Theft Auto 2, welche er in dem Eröffnungsvideo des Spieles verkörperte. Nach einigen weiteren Gastauftritten in verschiedenen Film- und Fernsehproduktionen konnte er ab 2002 mit seiner Rolle in der bekannten Serie The Bill einen Höhepunkt seiner Karriere erreichen.
2007 verließ Maslen die Produktion von The Bill und stieß zur Besetzungsliste der BBC-Serie EastEnders hinzu, in welcher er mehrere Jahre lang den Charakter Jack Branning spielte. Mit seiner Serienpartnerin Samantha Womack war er schon seit seiner Jugend gut befreundet, deshalb wurden die Liebesszenen zwischen Maslen und Womack in der Serie immer wieder als unkomfortabel gespielt kritisiert, da die beiden Darsteller dabei aufgrund ihrer alten Bekanntschaft eher wie Bruder und Schwester während der Dreharbeiten wirkten.
Malsen ist mittlerweile mit seiner langjährigen Verlobten Estelle Maslen verheiratet. Im Januar 2001 wurde ein gemeinsamer Sohn geboren. Zudem ist Maslen seit seinem achtzehnten Lebensjahr Vegetarier und diskutierte über dieses Thema auch schon als Gast in mehreren Talkshows. 2009 wurde er als PETAs Sexiest Vegetarian neben seiner Schauspielkollegin Leona Lewis angegeben.

## Filmografie
- 1999: How to Breed Gibbons (Kurzfilm)
- 1999: Raven – Die Unsterbliche (Fernsehserie)
- 1999: Grand Theft Auto 2 (Videospiel)
- 2000: Bube, Dame, König, grAS – Die Serie (Fernsehserie)
- 2001: Peak Practice (Fernsehserie)
- 2001: Bombenleger (Fernsehfilm)
- 2001: Grand Theft Auto III (Videospiel)
- 2002: Heartbeat (Fernsehserie)
- 2002: Al’s Lads
- 2002: Reign of Fire (Videospiel)
- 2002–2007: The Bill (Fernsehserie)
- seit 2007: EastEnders (Fernsehserie)
- 2011: EastEnders: E20 (Fernsehserie)
- 2015: The Royals